# کریستینا (خواننده)
کریستینا (به انگلیسی: Kristína) با نام اصلی کریستینا پلکووا (به انگلیسی: Kristína Peláková) (زاده ۲۰ اوت ۱۹۸۷) خواننده اهل اسلواکی است.
او نماینده اسلواکی در مسابقه آواز یوروویژن ۲۰۱۰ بود .